# Stanisław Tylicki

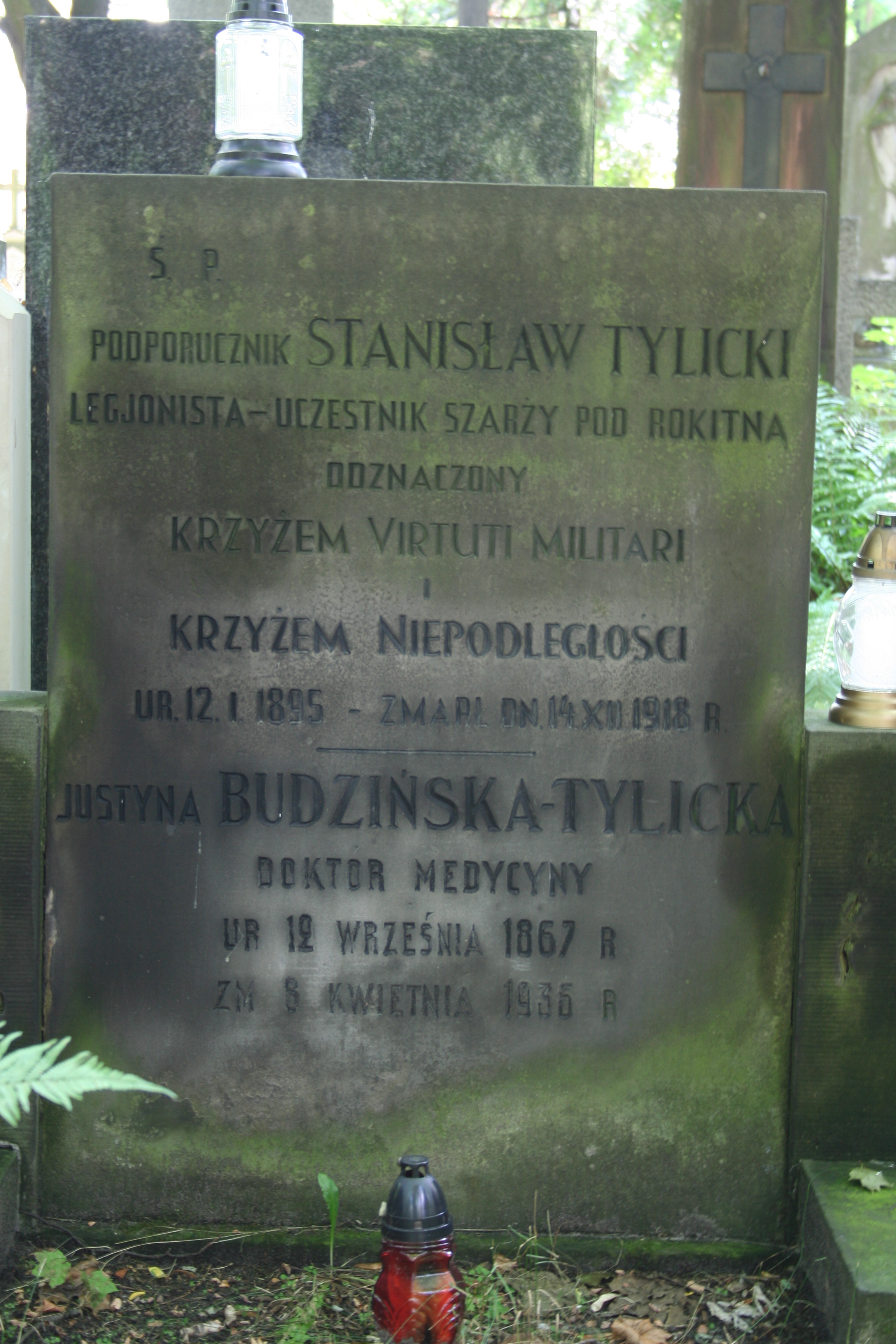
Grób lekarki Justyny Budzińskiej-Tylickiej (1867-1936) oraz jej syna podporucznika Stanisława Tylickiego (1895-1918) na cmentarzu Powązkowskim w Warszawie

Stanisław Tylicki ps. „Wojciech” (ur. 12 stycznia 1895 w Warszawie, zm. 14 grudnia 1918 tamże) – podporucznik Wojska Polskiego.

## Życiorys
Urodził się w rodzinie Stanisława i Justyny z Budzińskich (1867–1936)  .
W 1914 roku zgłosił się ochotniczo do 2 Szwadronu Ułanów. Walczył w kampanii karpackiej Legionów Polskich. 13 czerwca 1915 roku wziął udział w szarży pod Rokitną. W grudniu 1918 roku był dowódcą 3. kompanii Batalionu Garnizonowego .
W 1918 ożenił się z Pauliną Krystyną Marią z Chrzanowskich (1894–1939), która 27 sierpnia 1922 poślubiła Stefana Starzyńskiego, od 1934 prezydenta Warszawy.
Zmarł 14 grudnia 1918 roku podczas pandemii grypy, tzw. hiszpanki. 17 grudnia 1918 roku został pochowany na cmentarzu Powązkowskim w Warszawie (kwatera 183-6-2).

## Ordery i odznaczenia
- Krzyż Srebrny Orderu Wojskowego Virtuti Militari nr 5482 (pośmiertnie, 17 maja 1922)[7][8]
- Krzyż Niepodległości (pośmiertnie, 9 października 1933)[9]